# Aung Tin
Aung Tin (né le 8 mai 1947 à l'époque en Birmanie britannique et aujourd'hui en Birmanie) est un footballeur international birman, qui évoluait au poste de gardien de but.

## Biographie

### Carrière en sélection
Aung Tin participe avec l'équipe de Birmanie, aux Jeux olympiques de 1972 organisés à Munich.
Lors du tournoi olympique, il officie comme gardien titulaire et joue trois matchs, contre l'Union soviétique, le Mexique et enfin le Soudan.